# باول سيمون (سياسي)
باول سيمون (بالإنجليزية: Paul M. Simon)‏ هو مؤرخ وناشر ورئيس تحرير صحيفة وسياسي أمريكي، ولد في 29 نوفمبر 1928 في يوجين في الولايات المتحدة، وتوفي في 9 ديسمبر 2003 في سبرينغفيلد في الولايات المتحدة. حزبياً، نشط في الحزب الديمقراطي.

## مناصب
- في انتخابات مجلس الشيوخ في الولايات المتحدة 1990 [الإنجليزية]‏، انتخب عضو مجلس الشيوخ الأمريكي عن دائرة إلينوي وقد انضم خلال فترته النيابية [الإنجليزية]‏ (3 يناير 1991 – 3 يناير 1993) للكتلة البرلمانية الحزب الديمقراطي.
- في انتخابات مجلس الشيوخ في الولايات المتحدة 1990 [الإنجليزية]‏، انتخب عضو مجلس الشيوخ الأمريكي عن دائرة إلينوي وقد انضم خلال فترته النيابية [الإنجليزية]‏ (3 يناير 1993 – 3 يناير 1995) للكتلة البرلمانية الحزب الديمقراطي.
- في انتخابات مجلس الشيوخ في الولايات المتحدة 1990 [الإنجليزية]‏، انتخب عضو مجلس الشيوخ الأمريكي عن دائرة إلينوي وقد انضم خلال فترته النيابية [الإنجليزية]‏ (3 يناير 1995 – 3 يناير 1997) للكتلة البرلمانية الحزب الديمقراطي.
- انتخب عضو مجلس ولاية إلينوي (1963 – 1968).
- انتخب نائب حاكم إلينوي [الإنجليزية]‏ (13 يناير 1969 – 8 يناير 1973).
- انتخب عضو مجلس نواب إلينوي (1955 – 1963).
- انتخب عضو مجلس النواب الأمريكي (3 يناير 1975 – 3 يناير 1985).
- انتخب عضو مجلس الشيوخ الأمريكي عن دائرة إلينوي (3 يناير 1985 – 3 يناير 1997).

## روابط خارجية
- بول سيمون على موقع IMDb (الإنجليزية)
- بول سيمون على موقع الموسوعة البريطانية (الإنجليزية)
- بول سيمون على موقع إن إن دي بي (الإنجليزية)